# Sora (Laci)
Sora és un municipi italià, situat a la regió del Laci i a la província de Frosinone, a la Vall Llatina. L'any 2008 tenia 25.675 habitants. Està situada a la vall del Liris, prop d'on el riu s'estén per la plana. Es correspon amb l'antiga ciutat romana de Sora del Latium.

## Fills il·lustres
- Alfredo De Ninno (1894-[...?]) compositor i professor de música.